# Lu Zhuo
Dit is een Chinese naam; de familienaam is Lu.
Lu Zhuo (卢卓) (18 november 1980) is een Chinees schaatser. Hij is sinds 2000 internationaal actief en is een sprinter op de langebaan. In 2003 nam hij deel op Aziatische Winterspelen, op 500 meter werd hij na tweemaal de afstand gereden te hebben elfde en op 1000 meter werd hij dertiende. In 2002 miste hij de Olympische Spelen, in 2006 was hij er wel bij, hij werd op 500 meter werd hij na tweemaal de afstand gereden te hebben drieëntwintigste en op 1000 meter werd hij achtendertigste.

## Resultaten
| jaar | Olympische Spelen | WK Afstanden       | WK Sprint |
| ---- | ----------------- | ------------------ | --------- |
| 2005 |                   | 17e 500m 23e 1000m | 22e       |
| 2006 | 23e 500m 38e1000m |                    | 26e       |

### Medaillespiegel
| kampioenschap     | goud | zilver | brons |
| ----------------- | ---- | ------ | ----- |
| Olympische Spelen | 0    | 0      | 0     |
| WK Afstanden      | 0    | 0      | 0     |
| WK Sprint         | 0    | 0      | 0     |